# Lovászpatona
Lovászpatona is een plaats (község) en gemeente in het Hongaarse comitaat Veszprém. Lovászpatona telt 1356 inwoners (2001).

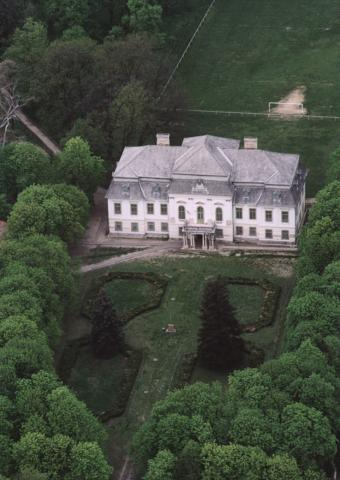
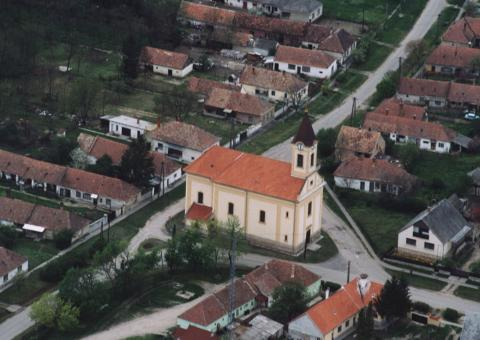
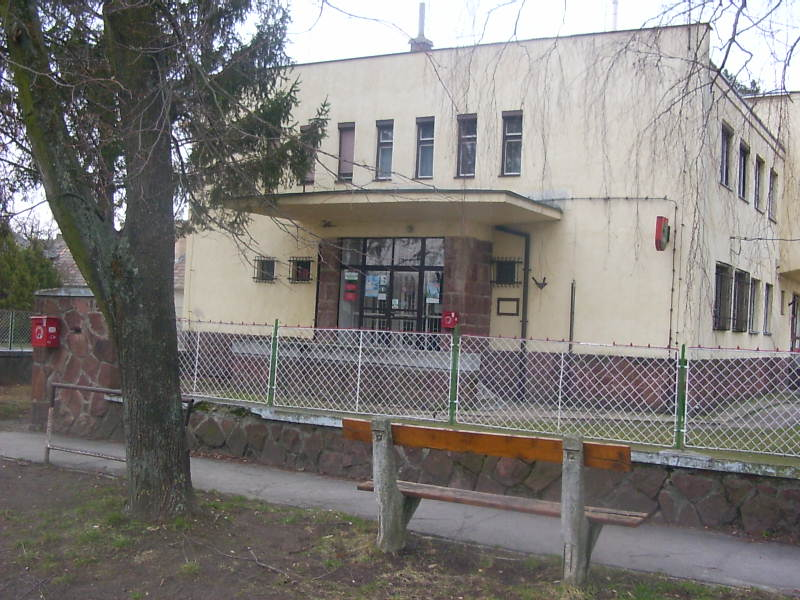
Postkantoor
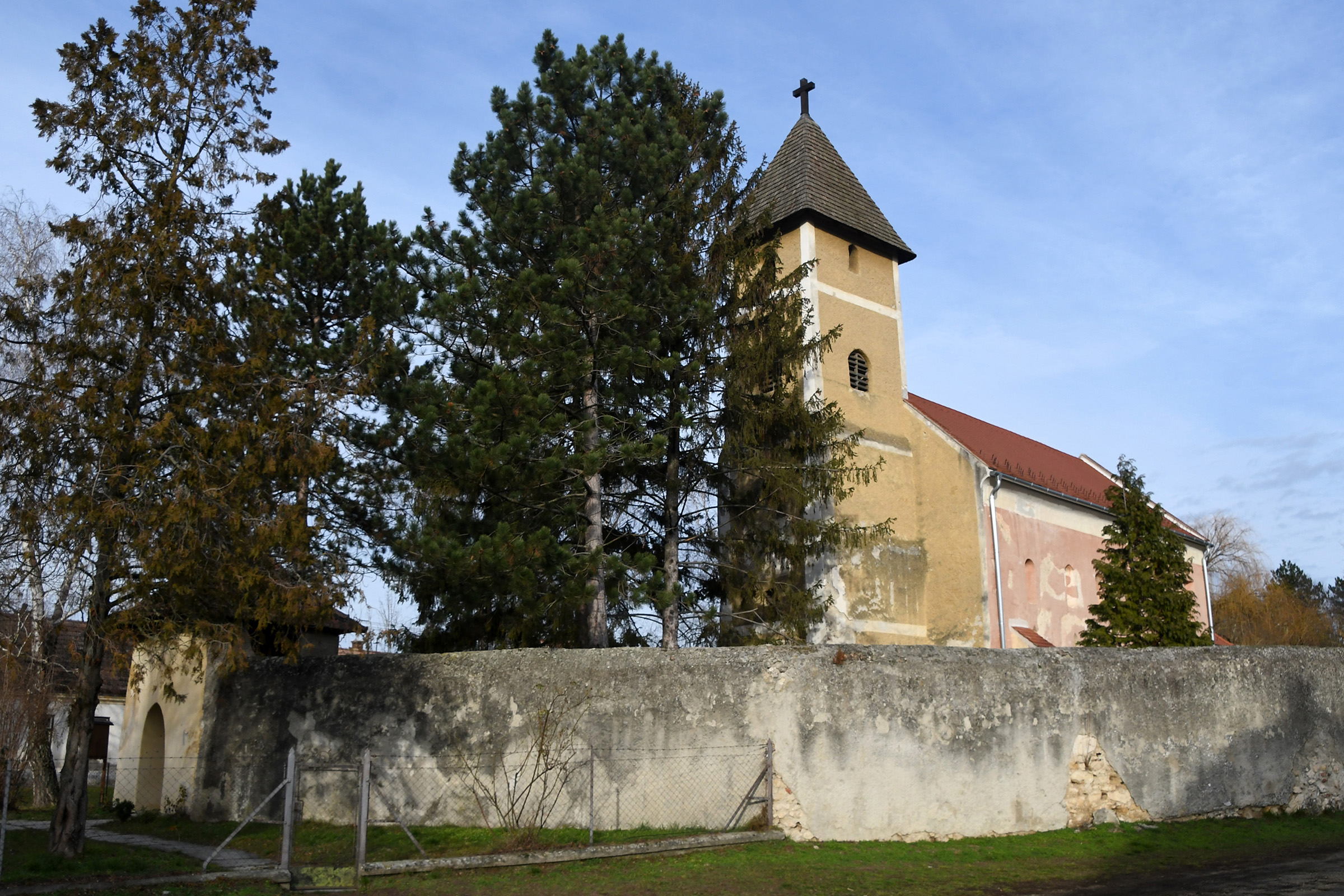
Protestantse kerk